# Ipomoea simulans
Ipomoea simulans es una especie fanerógama de la familia Convolvulaceae.

## Clasificación y descripción de la especie
Planta herbácea, trepadora, voluble, perenne; tallo algo ramificado; hoja larga y angostamente ovada, a veces ovada, de (2.8)4.2 a 8.5(13) cm de largo, de (0.8)1.4 a 4.2(7) cm de ancho, ápice atenuado; inflorescencias con 1 o 2 flores; sépalos subiguales, oblongo-ovados, de 3.5 a 6 mm de largo, glabros; corola con forma de embudo (infundibuliforme), de 3.8 a 5 cm de largo, de color purpúreo-rojiza a guinda, el tubo más pálido; el fruto es una cápsula cónica a subglobosa, de 7 a 9 mm de largo, con 4 semillas, irregularmente subglobosas, de 4 a 5 mm de largo.

## Distribución de la especie
Especie con distribución restringida a México, en los estados de Guanajuato, Querétaro, Michoacán, México, Morelos y Oaxaca.

## Ambiente terrestre
Esta especie prospera en partes altas de bosques de encino y pino de la Faja Volcánica Transmexicana. Se ha registrado solamente de una altitud cercana a 2400 m. Se le ha encontrado en flor en septiembre.

## Estado de conservación
No se encuentra bajo ningún estatus de protección.